# Уткин, Иван Васильевич
Ива́н Васи́льевич У́ткин (1905—1975) — советский хозяйственный, государственный и политический деятель. Член КПСС.

## Биография
Родился в 1905 году в Самаевке.
Окончил Московский техникум путей сообщения (1928), Томский институт инженеров железнодорожного транспорта (1933), инженер путей сообщения.
В 1922—1942 гг. — кочегар, машинист паровоза, старший инженер, начальник сектора НКПС, начальник паровозной службы Туркестано-Сибирской железной дороги.
В 1942—1945 гг. — начальник паровозной службы Южно-Уральской железной дороги; в 1945—1956 гг. — начальник паровозной службы, заместитель начальника Свердловской железной дороги.
В 1956—1974 гг. — ректор Уральского электромеханического института инженеров транспорта.
Награжден орденами Ленина, Трудового Красного Знамени (четырежды), Отечественной войны I степени, «Знак Почета», медалями.
Умер в Свердловске 1 ноября 1975 года, похоронен на Широкореченском кладбище.